# 库焦诺
库焦诺（義大利語：Cuggiono），是意大利米兰省的一个市镇。总面积14平方公里，人口8132人，人口密度580.9人/平方公里（2009年）。国家统计（ISTAT）代码为015096。